# The Cherry Boys
The Cherry Boys is een voormalige Britse newwaveband uit Liverpool, die ontstond in 1980. De groep is het bekendst van de single Kardomah Cafe, die de Britse singleparade miste, maar een top 10-hit werd in Spanje.

## Bezetting
- Howie Minns[2] (drums)
- Jimmy Hughes[3] (zang, toetsen)
- John Cherry[4] (zang, gitaar)
- Keith Gunson[5] (zang, basgitaar)

## Geschiedenis
De band bestond uit John Byrne (ook bekend als John Cherry) op zang en gitaar, James Hughes op zang en keyboards, Keith Gunson op zang en bas en Howie Minns op drums. Drummer Chris Sharrock van The Icicle Works maakte al vroeg deel uit van de band en verscheen op hun eerste single Man to Man. The Cherry Boys bereikten een aanzienlijke lokale aanhang. Ze wonnen de BBC Radio Merseyside-prijs als beste lokale band in 1982. In hetzelfde jaar wonnen ze ook als beste band (en individuele muzikantenprijzen) in het populaire plaatselijke tijdschrift The End. De band tekende bij Satril en bracht vier singles en de ep Give It Rice uit. Ondanks dat het de top 50 in het Verenigd Koninkrijk miste, bleek Kardomah Cafe populair in Spanje, met een piek op nummer 6 in de Spaanse hitlijsten in 1984. Meer recentelijk stond het nummer op het verzamelalbum Liverpool Cult Classics Unearthed: Volume Two, uitgebracht door The Viper Label in 2001. Het verscheen ook op de set van vijf cd's Scared to Get Happy: A Story of Indie-Pop 1980-1989 (2013).
Na de splitsing van de band in 1984 vormden Hughes en Minns Exhibit B (dat de single It's Hypothetical uitbracht en het album Playing Dead, dat in 2007 opnieuw werd uitgebracht in Japan). Hughes is nu de belangrijkste schrijver-muzikant in de James Clarke Five, wiens album Fly My Pretties Fly! in 2008 verscheen. John Byrne, de belangrijkste songwriter van de band, trad toe tot The La's en speelde leadgitaar op hun internationale hit There She Goes. Byrne is nu een veelgeprezen klassieke gitarist. Chris Sharrock (de oorspronkelijke drummer van The Cherry Boys) sloot zich tegelijkertijd aan bij The La's. Sharrock had eerder gespeeld met The Icicle Works en vervolgens met The Lightning Seeds, The Robbie Williams Band en Oasis.
Manager Graham Jones van The Cherry Boys werd auteur met zijn eerste boek Last Shop Standing, dat in 2009 verscheen. Het boek behandelt de ondergang van de onafhankelijke platenwinkel en bevat een hoofdstuk gewijd aan zijn ervaringen met het beheer van zowel The Cherry Boys en Exhibit B. Dit omvat de uitleg van de uitdrukking 'Give it rice': Keith Gunson zou dit tijdens optredens schreeuwen om zijn bandleden aan te sporen. Jones besloot toen om fans aan te moedigen om tijdens optredens rijst naar de groep te gooien, totdat de rommel die het produceerde locaties ervan begon te weerhouden ze te boeken.

## Discografie
- 1981: Man to Man/So Much Confusion (7", Open Eye)
- 1982: Give It Rice (cassette E.P, Open Eye)
- 1982: Only Fools Die/Come The Day (7", Cherryoza)
- 1983: Kardomah Café/Airs and Graces (7"/12", Crash)
- 1983: Shoot The Big Shot/Falling en Don't Leave Me That Way (12", Crash)
- 1984: Kardomah Café/Airs and Graces & Plead Sanity (12", Satril)